# Famille Beccaria
Pour les articles homonymes, voir Beccaria.
La famille Beccaria est une célèbre famille italienne de Pavie au XIVe siècle.

## Histoire
La famille Beccaria a joué un rôle important dans les querelles des Guelfes et des Gibelins, et elle représentait à Pavie ce dernier parti. Appelée au pouvoir par l’empereur Henri VII (1313), elle en chassa Philippone, comte de Langusco, et le conserva pendant quarante-trois ans, en se mettant sous la protection des Visconti, chefs des Gibelins en Lombardie.
Mais ayant abandonné, en 1356, le parti des Visconti pour embrasser celui de Montferrat, les Beccaria attirèrent sur Pavie une guerre terrible. Les habitants de cette ville, excités par un moine républicain, Iacopo Bussolari (it), réussirent pendant quelque temps à repousser les attaques des Visconti ; puis, impatients de la tyrannie des Beccaria, ils les chassèrent de Pavie (1357), rasèrent leur palais et proclamèrent la république. Les Beccaria rentrèrent dans leur patrie lorsque Pavie tomba au pouvoir des ducs de Milan ; mais ils y vécurent en simples particuliers.
Toutefois, en 1402, après la mort de Jean Galéas Visconti, les Beccaria s’emparèrent du pouvoir, sous prétexte de gouverner pendant la minorité des deux fils de ce seigneur. Philippe-Marie, le plus jeune des Visconti, étant parvenu à s’échapper, se fit proclamer à Milan, ordonna l’arrestation de Castellino Beccaria, qui fut mis à mort dans sa prison en 1418. La même année, Lancelot Beccaria, pris au château de Serravalle, fut pendu, et, depuis cette époque, cette puissante famille ne joue plus aucun rôle politique.